# Лэрд, Люк
Люк Лэрд (англ. Luke Robert Laird; род. 1978) — американский музыкант, автор песен и продюсер. Автор нескольких кантри-хитов № 1 в США, лауреат многих наград и номинаций, включая Грэмми.
В 2012 году был назван лучшим кантри-автором BMI's Country Songwriter of the Year (2012), за пять песен вошедших в список лучших по годовым итогам. Кроме того, его совместная с Rodney Atkins песня «Take a Back Road» была названа песней года (Song of the Year, BMI Country Awards). В 2012 и 2013 годах он номинировался на звание Songwriter of the Year кантри-академией на церемонии Academy of Country Music Awards. В 2014 году Laird получил Grammy Award за его работу продюсера над альбомом Kacey Musgraves Same Trailer Different Park, который получил премию в категории Best Country Album.

## Биография
См. также «Luke Laird Career» в английском разделе.
Родился 4 мая 1978 года в Hartstown, штат Пенсильвания, США.
В 2011 нгоду Люк Лэрд вместе с женой Beth Mason Laird основал фирму Creative Nation (Нашвилл), музыкальное издательство и менеджерскую компанию для кантри-музыкантов и продюсеров, включая Laird, Barry Dean, Натали Хемби, Lori McKenna, Steve Moakler, Kassi Ashton и Maggie Chapman. Эта компания партнёр корпорации Universal Music Publishing Group и лейбла Pulse Recording.
Он автор таких кантри-хитов #1 журнала Billboard как Carrie Underwood’s «So Small», «Last Name», «Temporary Home», and «Undo It», Blake Shelton’s «Hillbilly Bone» при участии Trace Adkins, Sara Evans’s «A Little Bit Stronger», Rodney Atkins’s «Take a Back Road», Eric Church’s «Drink in My Hand», Little Big Town's «Pontoon», Hunter Hayes' «Somebody's Heartbreak», Chris Young’s «You», Eric Church's "Talladega, Luke Bryan's «I See You» и Jon Pardi's «Head Over Boots». Он также писал песни и продюсировал для Tim McGraw, Rascal Flatts, Kacey Musgraves, Toby Keith, Ne-Yo, John Legend, Jason Aldean, Miranda Lambert, Darius Rucker и многих других.

## Дискография
См. также «Luke Laird discography» в английском разделе.
См. также «Песни, написанные Люком Лэрдом»

## Награды и номинации
Grammy Awards
- 2015 номинация: Best Country Song (автор) — «American Kids» — Kenny Chesney
- 2015 номинация: Best Country Song (автор) — «Give Me Back My Hometown» — Eric Church
- 2014 победа: Best Country Album (продюсер) — «Same Trailer Different Park» — Kacey Musgraves

Country Music Association Awards
- 2015 победа: Triple Play Award
- 2014 победа: Triple Play Award
- 2014 номинация: Song of the Year (автор) — «Give Me Back My Hometown» — Eric Church
- 2013 победа: Triple Play Award
- 2013 номинация: Song of the Year (автор) — «Pontoon» — Little Big Town
- 2013 номинация: Album of the Year (продюсер) — Same Trailer Different Park — Kacey Musgraves
- 2013 номинация: Single of the Year (продюсер) — «Merry Go 'Round» — Kacey Musgraves
- 2011 победа: Triple Play Award

Academy of Country Music Awards
- 2015 номинация: Best Country Song (автор) — «American Kids» — Kenny Chesney
- 2015 номинация: Best Country Song (автор) — «Give Me Back My Hometown» — Eric Church
- 2015 победа: Songwriter of the Year
- 2014 победа: Album of the Year (продюсер) — Same Trailer Different Park — Kacey Musgraves
- 2014 номинация: Songwriter of the Year
- 2013 номинация: Songwriter of the Year
- 2012 номинация: Songwriter of the Year

American Country Awards
- 2013 номинация: Song of the Year (автор) — «Pontoon» by Little Big Town

BMI Country Music Awards
- 2012 победа: Songwriter of the Year (автор)
- 2012 победа: Song of the Year (автор) — «Take a Back Road» — Rodney Atkins